# Лавиц
Лавиц (њем. Lawitz) општина је у њемачкој савезној држави Бранденбург. Једно је од 38 општинских средишта округа Одер-Шпре. Према процјени из 2010. у општини је живјело 641 становника. Посједује регионалну шифру (AGS) 12067292.

## Географски и демографски подаци
Лавиц се налази у савезној држави Бранденбург у округу Одер-Шпре. Општина се налази на надморској висини од 42 метра. Површина општине износи 6,0 km². У самом мјесту је, према процјени из 2010. године, живјело 641 становника. Просјечна густина становништва износи 106 становника/km².